# Montellà i Martinet
Montellà i Martinet – gmina w Hiszpanii,  w Katalonii, w prowincji Lleida, w comarce Baixa Cerdanya.
Według danych z 2005 roku liczba ludności w gminie wynosi 541. Powierzchnia gminy wynosi 54,95 km². Montellà i Martinet jest umieszczona na wysokości równej 967 metrów nad poziomem morza. Współrzędne geograficzne to 42°21'45"N 1°41'47"E. Numer kierunkowy to +34, a tablice rejestracyjne, jak w całej prowincji, rozpoczynają się od litery L. Siedzibą gminy jest największa i najgęściej zaludniona miejscowość, Martinet de Cerdanya

## Liczba ludności z biegiem lat
- 1991 – 555
- 1996 – 493
- 2001 – 529
- 2004 – 535
- 2005 – 541

## Miejscowości i liczba ludności
Miejscowości wchodzące w skład gminy Montellà i Martinet wraz z liczbą ludności w każdej z nich:
- Béixec – 9
- Estana – 22
- Martinet de Cerdanya – 405
- Montellà – 99
- Víllec – 6

## Linki zewnętrzne

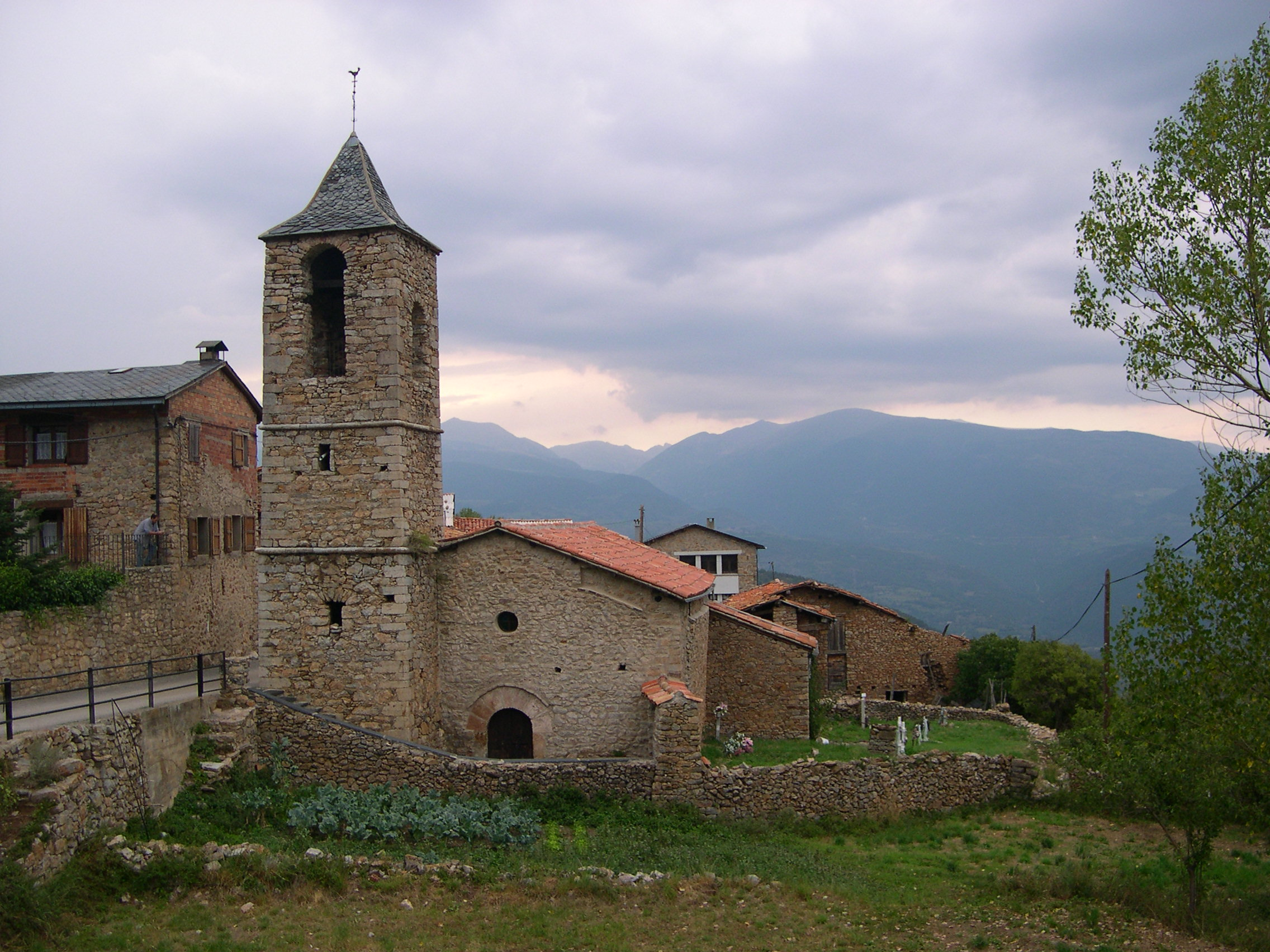
Kościół w gminie Montella i Martinet